# Bellacorick Iron Flush SAC
Bellacorick Iron Flush SAC este o arie protejată (arie specială de conservare — SAC, sit de importanță comunitară — SCI) din Irlanda întinsă pe o suprafață de 22,86 ha, integral pe uscat.

## Localizare
Centrul sitului Bellacorick Iron Flush SAC este situat la coordonatele 54°09′39″N 9°31′23″W / 54.160948°N 9.523057°V.

## Înființare
Situl Bellacorick Iron Flush SAC a fost declarat sit de importanță comunitară în mai 1998 pentru a proteja 1 specie de plante. Situl a fost protejat și ca arie specială de conservare în martie 2019.

## Biodiversitate
Situată în ecoregiunea atlantică, aria protejată nu include niciun habitat protejat.
La baza desemnării sitului se află o specie protejată de  plante: ochii-șoricelului (Saxifraga hirculus).
Pe lângă speciile protejate, pe teritoriul sitului au mai fost identificate 2 specii de plante.